# Zero: Fever Part.1
Zero: Fever Part.1 – piąty minialbum południowokoreańskiej grupy Ateez, wydany 29 lipca 2020 roku przez wytwórnię KQ Entertainment. Płytę promowały single „Inception” i „Thanxx”.
Minialbum ukazał się w trzech edycjach fizycznych („Thanxx”, „Inception” oraz „Diary”) i jednej cyfrowej. Sprzedał się w nakładzie 399 698 egzemplarzy w Korei Południowej (stan na czerwiec 2021 r.).

## Lista utworów
| CD | CD                                                         | CD                                                            | CD                                    | CD                                    | CD      |
| Nr | Tytuł utworu                                               | Tekst                                                         | Kompozycja                            | Aranżacja                             | Długość |
| -- | ---------------------------------------------------------- | ------------------------------------------------------------- | ------------------------------------- | ------------------------------------- | ------- |
| 1. | „Dear Diary: 2016.07.29”                                   | Eden, James.S                                                 | Eden, Leez, Ollounder, Buddy          | Eden, Leez, Ollounder, Buddy          | 2:33    |
| 2. | „Fever”                                                    | Eden, Leez, Ollounder, Buddy, Hongjoong, Song Min-gi          | Eden, Leez, Ollounder, Buddy          | Eden, Leez, Ollounder, Buddy          | 3:24    |
| 3. | „Thanxx”                                                   | Eden, Leez, Ollounder, Buddy, Hongjoong, Song Min-gi          | Eden, Leez, Ollounder, Buddy          | Eden, Leez, Ollounder, Buddy          | 3:01    |
| 4. | „Chum-eul chwo (To the Beat)” (kor. 춤을 춰 (TO THE BEAT)) | Eden, Leez, Ollounder, Peperoni, Oliv, Hongjoong, Song Min-gi | Eden, Leez, Ollounder, Peperoni, Oliv | Eden, Leez, Ollounder, Peperoni, Oliv | 3:02    |
| 5. | „Inception”                                                | Eden, Leez, Ollounder, Buddy, Hongjoong, Song Min-gi          | Eden, Leez, Ollounder, Buddy          | Eden, Leez, Ollounder, Buddy          | 3:31    |
| 6. | „Good Lil Boy”                                             | Eden, Hongjoong, Leez, Ollounder, Song Min-gi                 | Eden, Hongjoong, Leez, Ollounder      | Eden, Hongjoong, Leez, Ollounder      | 3:26    |
| 7. | „One Day at a Time”                                        | Eden, Sophia Pae, Isaac Han, Buddy, Leez, Peperoni, Oliv      | Eden, Leez, Ollounder, Peperoni, Oliv | Eden, Leez, Ollounder, Peperoni, Oliv | 3:24    |

## Notowania
| Lista                          | Pozycja |
| ------------------------------ | ------- |
| Gaon Weekly Album Chart        | 1       |
| World Albums (Billboard)       | 6       |
| Oricon Weekly Album Chart      | 25      |
| Ultratop 200 Albums (Flandria) | 41      |
| Ultratop 200 Albums (Walonia)  | 92      |
| Polska (ZPAV)                  | 4       |

## Nagrody w programach muzycznych
| Program                   | Data            | Źródło |
| ------------------------- | --------------- | ------ |
| The Show (SBS MTV)        | 4 sierpnia 2020 | [ 10 ] |
| Show Champion (MBC Music) | 5 sierpnia 2020 | [ 11 ] |